# Diesel-Loco Modernisation Works

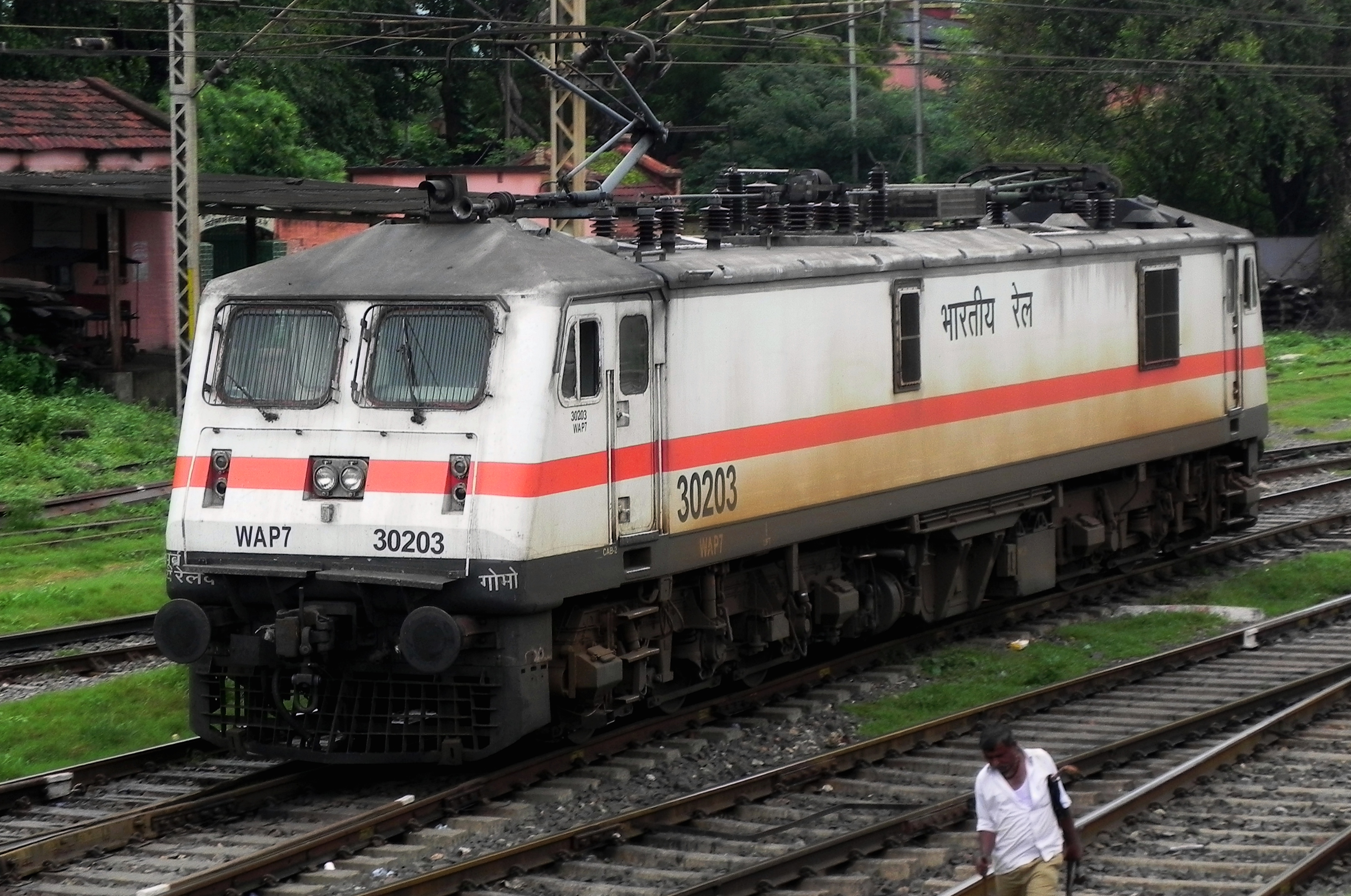
Eine WAP-7 der DMW

Diesel-Loco Modernisation Works (kurz DMW), vormals Diesel Component Works, hat seinen Sitz in der nordwestindischen Stadt Patiala im Bundesstaat Punjab und wurde 1981 als Tochtergesellschaft der Indian Railways gegründet, um den stark veralteten Triebfahrzeugpark des Landes zu modernisieren. Anfangs war das Unternehmen ausschließlich mit der Modernisierung alter Diesellokomotiven und der Herstellung von Baugruppen beschäftigt. Seit 1996 ist es aber auch an der Herstellung der Elektrolokomotive WAG-9 und seit 2000 an der Herstellung der WAP-7 beteiligt.